# سیریل دوبروکا
سیریل دوبروکا (انگلیسی: Cyril Dubroca؛ زادهٔ ۸ فوریهٔ ۱۹۸۱) بازیکن فوتبال اهل فرانسه است.
از باشگاه‌هایی که در آن بازی کرده‌است می‌توان به باشگاه فوتبال تولوز اشاره کرد.